# Emma de Waldeck și Pyrmont
Emma de Waldeck și Pyrmont (2 august 1858 – 20 martie 1934) a fost a doua soție a regelui Willem al III-lea al Țărilor de Jos. A fost regentă (1890–1898) și regină mamă (1890–1934) a Țărilor de Jos. A fost numită după bunica ei, Prințesa Emma de Anhalt-Bernburg-Schaumburg.